# Saint-Jean-de-Couz
Saint-Jean-de-Couz é uma comuna francesa na região administrativa de Auvérnia-Ródano-Alpes, no departamento da Saboia. Estende-se por uma área de 7.71 km². Em 2010 a comuna tinha 300 habitantes (densidade: 38,9 hab./km²).